# Earl Warren
Earl Warren (19 tháng 3 năm 1891 - 9 tháng 7 năm 1974) là một chính trị gia và luật sư người Mỹ, từng là Thống đốc California từ 1943 đến 1953 và Chánh án Hoa Kỳ từ 1953 đến 1969. "Tòa án Warren" chủ trì một sự thay đổi lớn ở Mỹ luật học hiến pháp, được nhiều người công nhận là Cách mạng hiến pháp" của chủ nghĩa tự do, với Warren viết phần lớn ý kiến trong các vụ án mang tính bước ngoặt như Brown v. Board of Education (1954), Reynolds v. Sims (1964), Miranda v. Arizona (1966) và Loving v. Virginia (1967). Warren cũng lãnh đạo Ủy ban Warren, ủy ban tổng thống điều tra năm 1963 vụ ám sát Tổng thống John F. Kennedy. Ông là Chánh án cuối cùng đã phục vụ trong một văn phòng dân cử trước khi vào Tòa án Tối cao, và thường được coi là một trong những thẩm phán và lãnh đạo chính trị có ảnh hưởng nhất trong lịch sử Hoa Kỳ.
Warren sinh năm 1891 tại Los Angeles và lớn lên tại Bakersfield, California. Sau khi tốt nghiệp chương trình luật tại Đại học California, Berkeley, anh bắt đầu sự nghiệp pháp lý tại Oakland. Ông được thuê làm phó luật sư quận cho quận hạt Alameda vào năm 1920 và được bổ nhiệm làm luật sư quận năm 1925. Ông nổi lên như một lãnh đạo của bang Đảng Cộng hòa và giành chiến thắng trong cuộc bầu cử với tư cách là Tổng chưởng lý California vào năm 1938. Ở vị trí đó, ông ủng hộ và là người đề xuất vững chắc, buộc phải loại bỏ và thực tập hơn 100.000 Nhật Bản Người Mỹ trong thế chiến II. Trong 1942 bầu cử thống đốc California, Warren đã đánh bại đương kim thống đốc thuộc phe Dân chủ Culbert Olson. Ông làm Thống đốc California cho đến năm 1953, chủ trì một thời kỳ tăng trưởng lớn cho tiểu bang. Warren là thống đốc duy nhất của California được bầu trong ba nhiệm kỳ liên tiếp.